# Фудзисиро Годзэн
Фудзисиро Годзэн (яп. 藤代御前) — японская женщина-воин (онна-бугэйся) позднего периода Сэнгоку из провинции Муцу. Когда её муж погиб в битве против клана Цугару, оставив её с одним сыном, она была ещё молода. Она сосредоточила власть в своих руках, защищая свой небольшой замок Фудзихиро-кан (藤代館), воспитывая сына в качестве своего преемника.
Согласно «Истории деревни Фудзихиро», правительница этого замка, Фудзисиро Годзэн, была выдающейся героиней, взявшей в руки оружие и атаковавшей противника со своей сестрой и слугами в ходе кровавой битвы, в конце которой она нашла свою смерть. За свои смелые поступки она получила имя «Годзэн», японский термин, означающий «юную госпожу» и обычно относившийся к женщинам-воительницам.

## Осада замка Фудзисиро
Цугару Тамэнобу, даймё Хиросаки, хотел сделать Фудзисиро одной из своих наложниц из-за её красоты, но она отвергла его, так как Тамэнобу убил её мужа. Однако Тамэнобу не смирился с отказом и отправил солдат, чтобы попытаться заполучить её силой, но она оказала успешное вооружённое сопротивление вместе со своими слугами.
Фудзисиро несколько раз воевала с Тамэнобу, по-видимому, она действовала как правитель независимого клана в области, принадлежащей роду Цугару. Когда войска Тамэнобу подошли к вратам замка Фудзиширо, она вышла в боевом облачении вместе со своей сестрой и слугами, при этом заперев замок со своей семьёй внутри, отправившись на сражение с Тамэнобу. Из-за большого перевеса в живой силе Цугару Фудзисиро в конце концов погибла в бою. Когда её конец был уже близок, она с ненавистью посмотрела на Таменобу и умирая прокляла всех потомков Тамэнобу. Цугару Тамэнобу так испугался этого проклятия, что, по легенде, велел расположить свою собственную могилу поверх могилы Фудзисиро.